# Pisztrángmárna
A pisztrángmárna (Barbus meridionalis) a sugarasúszójú halak (Actinopterygii) osztályának pontyalakúak (Cypriniformes) rendjébe, ezen belül a pontyfélék (Cyprinidae) családjába tartozó faj.

## Előfordulása
A Rhône vízgyűjtőjének déli részén, valamint néhány más, a Földközi-tengerbe ömlő dél-franciaországi és katalóniai folyóban és patakban fordul elő. Élőhelye viszonylag nagy kiterjedésű, de töredezett, mert a fő folyamokban nem, csak a mellékvizekben fordul elő.

## Megjelenése
A hal testhossza 20-30 centiméter, de elérheti a 40 centimétert is. 48-55 nagy pikkelye van az oldalvonala mentén. Felső ajka szegélyén 4 bajuszszál van.

## Életmódja
A mederfenéken tartózkodó rajhal, amely a gyorsan áramló vizeket kedveli. Tápláléka férgek, rovarlárvák, puhatestűek és ikra. A fiatal példányok vízinövényeket is fogyasztanak.

## Szaporodása
Május-júniusban ívik.